# Quique Álvarez
Enrique Álvarez Sanjuán, deportivamente conocido como Quique Álvarez (Vigo, Pontevedra, España, 20 de julio de 1975), es un entrenador y exjugador de fútbol español. Jugaba como defensa central. Actualmente se encuentra ejerciendo de entrenador del Girona B
Su padre, Quique Costas, y su hermano, Óscar Álvarez Sanjuán, han sido también futbolistas profesionales.

## Trayectoria

### Como jugador
Aunque nacido en Galicia, pasó su infancia en Barcelona debido a que su padre, Quique Álvarez Costas, internacional por España, fue contratado por el F. C. Barcelona. Se formó como futbolista en las categorías inferiores del F. C. Barcelona, equipo con el que llegó a disputar un encuentro en la Primera División española en la temporada 1995-96. En su etapa como jugador en el Barcelona B llegó a coincidir con su padre como entrenador del segundo equipo del F. C. Barcelona. Tras haber jugado varios años en el filial barcelonista, jugó la temporada 1997-98 en el C. D. Logroñés, también de la Segunda División española. Al año siguiente fue contratado por la U. E. Lleida, equipo de la misma categoría, en el que jugó dos temporadas. En el equipo de la Terra Ferma tuvo como entrenador a Víctor Muñoz, quien al ser contratado por el Villarreal C. F. tras su ascenso a primera, consiguió que Quique fuera contratado por el equipo de la Plana Baja.
En el Villarreal C. F. estuvo un total de siete temporadas en la Primera División, disputando un total de 187 partidos, siendo el segundo jugador que más partidos ha disputado con la camiseta amarilla en Primera División, y solo superado por Rodolfo Arruabarrena. En el Villarreal C. F. llegó a ser uno de los capitanes del equipo, y en el partido de la 37.ª jornada de la temporada 2006-07 recibió la insignia del club por su trayectoria. Su contrato con el Villarreal C. F. terminó el 30 de junio de 2007 y no fue renovado. Tras quedar libre, fue contratado por el Recreativo de Huelva a petición del técnico del equipo andaluz, Víctor Muñoz, quien ya dirigió a Quique Álvarez en el Logroñés, Lleida y Villarreal C. F.

### Como entrenador
En 2009, tras quedar libre del Recreativo de Huelva, se retiró del fútbol e inició su carrera como entrenador.
Su primera experiencia en los banquillos tuvo lugar la temporada 2009-10, como ayudante de Francisco Javier García Pimienta, en el equipo Juvenil A del FC Barcelona, con el que se proclamó campeón de la División de Honor Juvenil. La siguiente temporada desempeñó el mismo cargo, esta vez junto con Óscar García Junyent, revalidando el título liguero, además de conquistar la Copa del Rey y la Copa de Campeones de Liga.

## Selección nacional
Aunque nunca jugó ningún partido con la Selección de fútbol de España, ha sido un habitual en los partidos amistosos disputados por la selección de fútbol de Cataluña.

## Clubes
| Club                 | País   | Año       |
| -------------------- | ------ | --------- |
| F. C. Barcelona B    | España | 1993-1995 |
| F. C. Barcelona      | España | 1995-1997 |
| C. D. Logroñés       | España | 1997-1998 |
| U. E. Lleida         | España | 1998-2000 |
| Villarreal C. F.     | España | 2000-2007 |
| Recreativo de Huelva | España | 2007-2009 |

### Palmarés
| Título         | Club             | País                                      | Año  |
| -------------- | ---------------- | ----------------------------------------- | ---- |
| Copa Intertoto | Villarreal C. F. | Heerenveen (P. Bajos) Villarreal (España) | 2003 |
| Copa Intertoto | Villarreal C. F. | Madrid (España) Villarreal (España)       | 2004 |